# Leone Ginzburg
Leone Ginzburg, född den 4 april 1909 i Odessa, död den 5 februari 1944 i Rom, var en italiensk författare, journalist, lärare och redaktör samt en betydelsefull antifascistisk politisk aktivist och en hjälte i den italienska motståndsrörelsen. Han var gift med författaren Natalia Ginzburg och far till historikern Carlo Ginzburg.
Tidigt under 1930-talet undervisade han i slaviska språk och rysk litteratur vid Universitetet i Turin och belönades för att ha hjälpt ryska författare att bli tillgängliga för den italienska allmänheten. 1933 bildade han tillsammans med Giulio Einaudi förlaget Giulio Einaudi Editore. Han förlorade sin anställning som lärare 1934 sedan han vägrat svära trohet till den fascistiska regimen.
Strax därefter arresterades han för att ha fört antifascistisk litteratur över gränsen från Schweiz, men fick ett milt straff. Han arresterades igen 1935 för sina aktiviteter som ledare för den italienska delen av Giustizia e Libertà.
1938 gifte han sig med Natalia Ginzburg. Samma år förlorade han sitt italienska medborgarskap då den fascistiska regimen införde antisemistiska raslagar. 1940 fick makarna sitt straff av regimen och dömdes till intern exil i den avlägset belägna byn Pizzoli i Abruzzo där de stannade till 1943.
Efter de allierades invasion av Sicilien och Mussolinis fall lämnade han sin familj i Abruzzo och reste till Rom. När Nazityskland invaderade Italien flydde hustrun och barnen från Pizzoli och återförenades med Leone i Rom, där de levde gömda.
Den 20 november 1943 arresterades Leone, som nu använde det falska namnet Leonida Gianturco av den italienska polisen och fördes till den tyska delen av fängelset Regina Coeli. Där utsattes han för svår tortyr och avled den 5 februari av skadorna från denna.